# Olivier Faller
Pour les articles homonymes, voir Faller.
Olivier Faller, né le 15 août 1951 à Lausanne et mort le 8 juillet 2016 à Privas (Ardèche), est un violoncelliste vaudois. Il est également enseignant et une personnalité politique locale, membre du parti socialiste.

## Biographie
Fils du chef de chœur et directeur de conservatoire Robert Faller, petit-fils de Charles Faller, fondateur du Conservatoire de musique de La Chaux-de-Fonds, Olivier Faller se forme à La Chaux-de-Fonds, obtient un diplôme d’enseignement en 1976 et poursuit ses études auprès de Reine Flachot à Bâle (1976-1979) et de Marçal Cervera à Fribourg-en-Brisgau (1980-1982).
Il entre comme violoncelliste à l'orchestre du théâtre de Lucerne puis à l'orchestre suisse du Festival de Lucerne (1979-1982) ; il est ensuite violoncelliste puis violoncelliste solo de l'ensemble instrumental alsacien La Follia (1981-1987),. Privilégiant la musique de chambre, il joue régulièrement dans plusieurs formations, interprétant la musique baroque, classique, romantique et contemporaine. Il forme avec sa sœur Aline Faller, violoniste à l'orchestre de Berne, et la pianiste Ioana Primus, le trio Il Terzetto, qui se consacre surtout au répertoire post-romantique. Il joue également en 2006-2009 aux côtés de la claveciniste Cristine Sartoretti et du flûtiste Jorge Lucca, formant le Lausanne Bach Ensemble, qui joue jusqu'à Villa María en Argentine (2006), et avec lequel il participe à plusieurs festivals, dont le Festival Bach de Lausanne.
Olivier Faller enseigne à l'École jurassienne et conservatoire de musique puis à l'École sociale de musique de Lausanne (1982-1990), dont il assure en 1987 la direction musicale et, à partir de 1990, la direction générale, jusqu'en 2012, lorsque Théo Gafner lui succède à ce poste.  
Olivier Faller est très impliqué dans la vie associative. Il a, en effet, présidé à partir de l'an 2000 et durant plusieurs années l'Association vaudoise des conservatoires et écoles de musique (AVCEM) et a fait partie du comité de l'Association Suisse des écoles de musique (1992-2002). En 2012, le Conseil d'État l'a nommé à la Fondation pour l'enseignement de la musique, mise en place pour promouvoir l'enseignement musical dans le canton. 
Il a été conseiller communal de Lausanne (parti socialiste). Par ailleurs, il a présidé dès 2011 le comité de l'Association Offrande musicale (rencontres musicales de la chapelle de Rompon en Ardèche, fondées par Jeanne Bovet et Raphaële Lépine en 1965), et il a secondé son épouse, Rose-Marie Faller-Fauconnet, enseignante à la retraite, au comité d’organisation du festival de musique de chambre L'Automne Musical d'Ollon (VD), créé en 2009 par Niall Brown, Jean-Rodolphe Dellsperger et Rose-Marie Faller-Fauconnet. Il a fait également partie du conseil de fondation de la Fondation Henneberger-Mercier.
Olivier Faller succombe d'un infarctus le 8 juillet 2016 en Ardèche,,.